# Едут, Ежи
Е́жи Е́дут (пол. Jerzy Jedut) — генеральный секретарь Все Европейской Федерации Таеквон-до. VIII дан, тренер национальной команды с 1987 г. по 1995 г., тренер Ярослава Суски. Воспитал самое большое количество призёров и победителей Чемпионатов мира и Европы.